# Lovčice, Hradec Králové
Lovčice là một làng thuộc huyện Hradec Králové, vùng Královéhradecký, Cộng hòa Séc.